# 横須賀インターチェンジ (愛知県)
横須賀インターチェンジ（よこすかインターチェンジ）は、愛知県東海市にある西知多産業道路（国道247号）のインターチェンジである。
これ以南は常滑市まで国道155号として供用している。

## 接続する道路
- 国道155号（平面区間）

## 隣
西知多産業道路
加家IC - 横須賀IC - 寺本IC